# Coosje Smid
Coosje Smid (Winterswijk, 18 februari 1990) is een Nederlandse actrice, zangeres en columniste.

## Levensloop
Smid is een dochter van zanger-presentator Ernst Daniël Smid en ballerina Rosemarie "Roos" Giesen van der Sluis (overleden op 13 september 2012). Na de havo studeerde ze aan de Nederlandse Popacademie in Utrecht, waar zij in 2009 afstudeerde (richting singer/songwriting). 
Ze is moeder van zoon Zonne.

### Acteercarrière
In 2010 debuteerde Smid met haar rol van Denise in de film Joy (regie Mijke de Jong). Voor dit filmdebuut ontving ze in 2010 een Gouden Kalf voor de beste vrouwelijke bijrol. In 2011 speelde zij samen met Tygo Gernandt en Sigrid ten Napel in de OneNightStand "Vast" (Rolf van Eijk). Vast heeft in 2011 het Gouden Kalf voor Beste Televisie Drama in ontvangst genomen.
Daarna volgden vele rollen en in 2014 was ze te zien zijn als kandidaat in Expeditie Robinson.
In 2017 nam ze deel aan De Slimste Mens, waar ze drie afleveringen wist te overleven en tweemaal als dagwinnaar uit de bus kwam.

### Zangcarrière
Smid zat op de Popacademie toen ze een platencontract tekende met Sony Music. Onder haar alias Cosy kwam in juni 2010 haar eerste ep Happy ending uit en later dat jaar, in september, de single Find your way back home.
In 2013 deed ze mee aan het vierde seizoen van The voice of Holland. Haar Blind Audition-nummer Fields of Gold stond na de uitzending gelijk op 1 in de iTunes Top 100. Hierin behaalde ze de kwartfinale met Team Ilse.

### Oxfam Novib
In juli 2010 maakte Smid samen met haar vader Ernst Daniël Smid een reis naar Niger voor Oxfam Novib. Dit gebeurde in het kader van het programma Van Popster tot Operaster, dat op 28 augustus 2010 werd uitgezonden door de NCRV. Smid schreef hiervoor het nummer Find your way back home. In juli 2011 maakte zij voor een tweede editie van het programma een reis naar Bangladesh, opnieuw samen met haar vader. Dit werd op 31 augustus 2011 uitgezonden bij de NCRV.

## Filmografie
- 2014: Sinterklaas & Diego: Het Geheim van de Ring - Yvette
- 2014: A'dam-E.V.A. - Mirthe (Norbert ter Hall)
- 2013: Geen Klote! - Chantal (Jon Karthaus en Melvin Simons)
- 2013: Roffa - medewerkster fastfoodrestaurant (Bobby Boermans)
- 2013: Symbiose - Dunya (Mijke de Jong)
- 2013: Steen - Wendy (Viktor van der Valk NFTA)
- 2012: Te Min - Roos (Nina Aaldering)
- 2012: Van God Los - afl. Weekendverlof... - Debbie (Ivan Lopez Nunez)
- 2012: Het Zwarte Gat (Comedy Central)... - Meisje in tabakszaak (Kees van Nieuwkerk & Teddy Cherim)
- 2012: Penoza - Koosje (Diederik van Rooijen)
- 2012: My life on Planet B - Lisa (Ivan Lopez Nunez)
- 2011: Pottenkijkers - Fien (Nina Aaldering & Kim Visser)
- 2011: Eileen - Samira (Hanro Smitsman)
- 2011: Lijn 32 - zichzelf (Maarten Treurniet)
- 2011: Vast - Larissa (Rolf van Eijk)
- 2011: Coma - Marina (korte film)
- 2010: Docklands - Kyra, aflevering 3 (Ties Schenk)
- 2010: Joy - Denise (Mijke de Jong)

## Theater
- 2019: Ik zou je het liefste in een doosje willen doen
- 2015: Erbij of niet erbij, Parade 2015 (regie: Pieter Athmer)
- 2013-2014: Voor Elkaar (producent Una Voce bv.)
- 2013: Eline Vere (Regie: Bo van der Meulen)
- 2012: Kerst met Coosje en Ernst Daniel
- 2010: Josje (Regie: Ysbrand Bontekoe)
- 2005-2006: Dogtroep

## Discografie

### Singles
| Single met eventuele hitnotering(en) in de Nederlandse Top 40 | Datum van verschijnen | Datum van binnenkomst | Hoogste positie | Aantal weken | Opmerkingen                |
| ------------------------------------------------------------- | --------------------- | --------------------- | --------------- | ------------ | -------------------------- |
| Fields of gold                                                | 13-09-2013            | 28-09-2013            | 34              | 2            | Nr. 4 in de Single Top 100 |

## Prijzen
- Gouden Kalf - Beste Vrouwelijke Bijrol (2010)[1]